# Campionati del mondo Ironman del 2000
I Campionati del mondo Ironman del 2000 furono vinti da Peter Reid e Natascha Badmann.

## Ironman Hawaii - Classifica

### Uomini
| Pos. | Tempo   | Nome              | Paese       | Ripartizione tempi | Ripartizione tempi | Ripartizione tempi | Ripartizione tempi | Ripartizione tempi |
| Pos. | Tempo   | Nome              | Paese       | Nuoto              | T1                 | Bici               | T2                 | Corsa              |
| ---- | ------- | ----------------- | ----------- | ------------------ | ------------------ | ------------------ | ------------------ | ------------------ |
|      | 8:21:00 | Peter Reid        | Canada      | 0:51:45            | 0:48               | 4:39:32            | 0:42               | 2:48:10            |
|      | 8:23:09 | Timothy DeBoom    | Stati Uniti | 0:50:33            | 1:04               | 4:40:30            | 1:01               | 2:49:59            |
|      | 8:26:44 | Normann Stadler   | Germania    | 0:52:51            | 1:19               | 4:35:14            | 1:18               | 2:56:00            |
| 4    | 8:28:14 | Lothar Leder      | Germania    | 0:51:41            | 1:02               | 4:43:58            | 1:04               | 2:50:26            |
| 5    | 8:33:34 | Thomas Hellriegel | Germania    | 0:51:52            | 1:51               | 4:38:25            | 1:28               | 2:59:57            |
| 6    | 8:35:37 | Christoph Mauch   | Svizzera    | 0:51:39            | 1:05               | 4:39:05            | 1:06               | 3:02:40            |
| 7    | 8:39:17 | Péter Kropkó      | Ungheria    | 0:51:38            | 2:03               | 4:51:03            | 2:03               | 2:52:28            |
| 8    | 8:43:05 | Spencer Smith     | Regno Unito | 0:50:47            | 0:56               | 4:41:33            | 1:17               | 3:08:31            |
| 9    | 8:45:23 | Cameron Widoff    | Stati Uniti | 0:51:53            | 0:50               | 4:56:31            | 1:56               | 2:54:11            |
| 10   | 8:46:20 | Ken Glah          | Stati Uniti | 0:51:32            | 1:08               | 4:39:40            | 1:04               | 3:12:55            |

### Donne
| Pos. | Tempo    | Nome             | Paese       | Ripartizione tempi | Ripartizione tempi | Ripartizione tempi | Ripartizione tempi | Ripartizione tempi |
| Pos. | Tempo    | Nome             | Paese       | Nuoto              | T1                 | Bici               | T2                 | Corsa              |
| ---- | -------- | ---------------- | ----------- | ------------------ | ------------------ | ------------------ | ------------------ | ------------------ |
|      | 9:26:16  | Natascha Badmann | Svizzera    | 0:58:04            | 1:08               | 5:06:42            | 1:18               | 3:19:02            |
|      | 9:29:04  | Lori Bowden      | Canada      | 1:00:26            | 1:34               | 5:21:33            | 1:11               | 3:04:19            |
|      | 9:31:28  | Fernanda Keller  | Brasile     | 0:56:37            | 1:02               | 5:22:11            | 0:52               | 3:10:43            |
| 4    | 9:35:21  | Beth Zinkand     | Stati Uniti | 0:54:06            | 1:17               | 5:23:13            | 1:22               | 3:15:22            |
| 5    | 9:40:23  | Joanna Zeiger    | Stati Uniti | 0:50:52            | 1:20               | 5:40:20            | 1:25               | 3:06:24            |
| 6    | 9:49:28  | Lisa Bentley     | Canada      | 0:57:23            | 1:08               | 5:35:35            | 2:02               | 3:13:18            |
| 7    | 9:53:38  | Suzanne Nielsen  | Danimarca   | 0:54:33            | 1:30               | 5:35:07            | 1:46               | 3:20:39            |
| 8    | 9:54:13  | Wendy Ingraham   | Stati Uniti | 0:50:49            | 1:43               | 5:28:37            | 2:28               | 3:30:35            |
| 9    | 9:56:28  | Lena Wahlquist   | Svezia      | 0:54:54            | 1:16               | 5:32:49            | 1:11               | 3:26:16            |
| 10   | 10:00:36 | Gina Kehr        | Stati Uniti | 0:51:36            | 1:57               | 5:44:26            | 1:34               | 3:21:02            |

## Ironman - Risultati della serie

### Uomini
| Evento    | Oro             | Tempo   | Argento       | Tempo   | Bronzo        | Tempo   |
| Australia | Normann Stadler | 8:30:37 | Grant Webster | 8:37:09 | Matt Stephens | 8:41:10 |

### Donne
| Evento    | Oro         | Tempo   | Argento    | Tempo   | Bronzo          | Tempo   |
| Australia | Lory Bowden | 8:55:08 | Sian Welch | 9:26:03 | Fernanda Keller | 9:29:26 |

## Calendario competizioni
| Progr. | Data          | Evento            | Sede                                   | Nazione   |
| ------ | ------------- | ----------------- | -------------------------------------- | --------- |
| 1      | 6 aprile 2000 | Ironman Australia | Forster/Tuncurry, Nuovo Galles del Sud | Australia |